# Óscar Giacché
Óscar Adolfo Giacché (* 14. August 1923 in Bernal; † 21. Oktober 2005) war ein argentinischer Radrennfahrer und nationaler Meister im Radsport.

## Sportliche Laufbahn
Giacché war im Bahnradsport und im Straßenradsport aktiv. Er war Teilnehmer der Olympischen Sommerspiele 1948 in London. Im Tandemrennen wurde er mit seinem Partner Miguel Passi auf dem 10. Platz klassiert.
1952 in Helsinki startete er erneut im olympischen Bahnradsport. Der Bahnvierer aus Argentinien wurde in der Mannschaftsverfolgung mit Pedro Salas, Óscar Pezoa, Óscar Giacché und Rodolfo Caccavo auf dem 9. Rang klassiert.
Bei den Panamerikanischen Spielen 1951 holte er in Buenos Aires die Goldmedaille im Einzelzeitfahren. In der Mannschaftsverfolgung gewann er ebenfalls Gold. 1946 und 1949 gewann er die nationale Meisterschaft im Sprint.
1947 war er im traditionsreichen Straßenrennen Clásica del Oeste-Doble Bragado erfolgreich.